# 友光雅臣
友光 雅臣（ともみつ がしん、1983年8月3日 - ）は、日本の天台宗の僧。東京都江東区出身。大正大学卒、常行寺の副住職。DJ。

## 略歴
2011年から寺社フェス「向源」を開催、現在まで代表を勤める。

## TV・ラジオ出演
- 『Crossroad_(テレビ番組)』（2015年5月、テレビ東京）